# File hosting
Un servizio di file hosting (in italiano: archiviazione di file), chiamato anche cyberlocker, è un servizio di archiviazione su Internet appositamente progettato per ospitare i file degli utenti, permettendo loro di caricare file che possono poi essere scaricati da altri utenti. Tipicamente il servizio permette l'accesso tramite protocollo HTTP o FTP o tramite software di terze parti.

## Utilizzo
Solitamente il servizio viene utilizzato per la condivisione dei files, ma in molti casi i servizi di file hosting si sono evoluti in servizi cloud, meno adatti a condividere i file con terzi. L'utilizzo dei file hosting è molto diffuso in contesti aziendali, nei quali sia necessario condividere e/o modificare un file da diverse postazioni: per questo motivo vengono molto utilizzati per cooperare al raggiungimento di uno scopo, modificare collettivamente documenti o scambiarsi informazioni riservate. Numerosi sono i casi, inoltre, in cui gli utenti abusano dei servizi di file hosting per condividere facilmente film, musica ed ebook protetti da diritto d'autore.
Il file hosting tecnicamente è basato su un server principale (main server) che reindirizza gli utenti su vari server dove sono contenuti i file tramite un database contenuto nello stesso server principale o in un server dedicato, questi server possono essere all'interno della stessa Server Farm oppure sparsi per il mondo. Solitamente gli utilizzatori paganti non hanno limitazioni di download, storage o ampiezza banda.

## Elenco dei servizi di Hosting
No restriction  

| Web host           | Sviluppatore                                                       | Capacità di hosting libera Massima capacità di hosting                                                                       | Massima dimensione del file                                                          | Limite di traffico o larghezza di banda                                                                                       | Scadenza file                                                                             | Accesso diretto | Upload remoto            | Sistema operativo | Lingua |
| ------------------ | ------------------------------------------------------------------ | --- | ------------------------------------------------------------------------------------ | --- | ----------------------------------------------------------------------------------------- | --- | ------------------------ | --- | --- |
| Amazon Cloud Drive | Amazon.com                                                         | 5 GB 3 mesi prova gratuita, illimitato GB a pagamento                                                                        | 2 GB caricare via web, 50 GB tramite Drive app e clienti terzi                       | Amazon S3 limits | 90 giorni dopo l'abbonamento scade, i dati vengono cancellati.                            | Si | No                       | Multipiattaforma | multilingue |
| Amazon S3          | Amazon.com                                                         | 5 GB di 12 mesi di prova gratuita, Spazio illimitato a pagamento                                                             | 5 GB per file, file illimitati per ogni secchio                                      | Amazon S3 limits |                                                                                           | Si | No                       | Multipiattaforma | multilingue |
| Asus WebStorage    | Asus                                                               | 5 GB di spazio libero, Fino a 5 TB a pagamento                                                                               | 500 MB gratuito, 1–2 GB a pagamento                                                  | 500 MB ogni 30 min free, Da 1 a 8 TB al mese a pagamento                                                                      |                                                                                           | No | No                       | | multilingue |
| Baidu Cloud        | Baidu, Inc.                                                        | 2 TB (6 GB) gratuito | 20 GB finestre a pagamento, 4 GB Mac                                                 | Nessun limite | Nessun limite                                                                             | Si | Si                       | Web, Windows, Android, iOS, Windows Phone                                                                                | Cinese |
| ByteDropper        | ByteDropper.com                                                    | 20 GB free per utente, da 100GB a 10TB a pagamento                                                                           | 100GB                                                                                | Nessun limite | Nessun limite                                                                             | Si | No                       | | |
| Box                | Box Inc.                                                           | prova gratuita, 100 GB a pagamento (Starter), illimitato (Business), illimitato (Enterprise)                                 | 250 MB gratuito Personal, 5 GB a pagamento Personal, 2 GB Business, 15 GB Enterprise | 10 GB/mese free, 2 TB/mese a pagamento                                                                                        | Nessun limite                                                                             | solo account a pagamento | 30 MB per file via IFTTT | Web, Microsoft Windows, Mac OS, Android, iOS, Windows Phone                                                              | multilingue |
| CloudMe            | CloudMe AB                                                         | 3 GB free, +500 MB per i rinvii fino a 16 GB, 500 GB a pagamento                                                             | 150 MB free, Illimitato premium ( a pagamento)                                       | Nessun limite | Nessun limite                                                                             | No | No                       | Microsoft Windows Mac OS 10.4 e successivi Linux iOS Android GoogleTV Samsung Smart TV WD TV NAS: Windows Storage Server | Inglese, tedesco, spagnolo, portoghese, italiano, P, finlandese, svedese, giapponese, coreano, cinese semplificato, cinese tradizionale                                                                                                |
| Dropbox            | Dropbox, Inc.                                                      | 2 GB free, +500 MB per i rinvii fino a 18 GB, 1TB Pro account, Fino a illimitato su Business                                 | 10 GB, Illimitato usando l'applicazione                                              | 20 GB/giorno free (solo i link), 200 GB/giorno pagato (solo i link)                                                           | 12 mesi                                                                                   | account Pro o "registrarsi prima 2012/07/31" o "registrare dopo 2012/07/31, ma attiva la funzione delle cartelle pubbliche manualmente prima di Dropbox Inc. chiuderlo" solo | No                       | Android, iOS, Linux, macOS, Microsoft Windows, Windows Phone                                                             | Cinese (alfabetico) semplificato, cinese tradizionale, inglese, francese, tedesco, indonesiano, italiano, coreano, malese, polacco, portoghese brasiliano, portoghese, russo, spagnolo castigliano, spagnolo latino-americano, Ucraino |
| FileDropper        |                                                                    | 5 GB to 250 GB a pagamento                                                                                                   | 5 GB                                                                                 | | 30 giorni dopo l'ultima download gratuito,                                                | | No                       | | |
| FileServe          | FileServe Ltd.                                                     | 500 GB free, Unlimited a pagamento                                                                                           | 1 GB free, 2 GB a pagamento                                                          | Nessun limite | 60 giorni dopo l'ultimo download gratuito                                                 | No | No                       | | |
| Google Drive       | Google                                                             | 15 GB free, 100 GB a 30 TB a pagamento; Unlimited Storage per G Suite Business (1 TB per utente se ci sono meno di 5 utenti) | 5 TB                                                                                 | Nessun limite | Nessun limite                                                                             | Si | No                       | Multipiattaforma | multilingue |
| Handy Backup       | Novosoft                                                           | 250 GB di livello gratuito è solo una prova a tempo limitato                                                                 | 5 GB                                                                                 | Nessun limite |                                                                                           | Si | No                       | Windows 10, Windows 8, Windows 7, Vista, XP SP3, 2012 Server, 2008 Server, 2003 Server, Linux                            | Inglese, spagnolo, francese, russo e altri (7 in totale) |
| IBM Connections    | IBM                                                                | 5 GB, spazio aggiuntivo a pagamento                                                                                          | 2 GB                                                                                 | Nessun limite | Nessun limite                                                                             | Si | No                       | Multipiattaforma | multilingue |
| iCloud             | Apple                                                              | 5 GB free, 50 GB a 2 TB a pagamento                                                                                          | 15 GB                                                                                | 200/400/600 GB al mese | Nessun limite                                                                             | Si | No                       | macOS (10.7 Lion & Later) Microsoft Windows 7 or later iOS 5 or later                                                    | multilingue |
| Infinit            | Infinit International Inc.                                         | |                                                                                      | |                                                                                           | |                          | Microsoft Windows Mac OS X 10.7+ iOS Android Linux                                                                       | |
| Jumpshare          | Jumpshare, Inc.                                                    | 2 GB free, 1 TB a pagamento                                                                                                  | 250 MB free, illimitato a pagamento                                                  | 5GB al mese free, Illimitato sul piano a pagamento                                                                            | Nessun limite                                                                             | Si | Si                       | Windows, Mac OS X | |
| MagicVortex        | Sage Analytic                                                      | fino a 2 GB, a seconda del livello di abbonamento                                                                            |                                                                                      | |                                                                                           | |                          | Microsoft Windows | |
| MediaFire          | MediaFire Team (archiviato dall'url originale il 31 ottobre 2013). | 10 GB, 50 GB per i rinvii fino a 1 TB account Pro, 100 TB Business accounts                                                  | 10 GB free, 20 GB a pagamento                                                        | 10 TB Pro plan, Business plan ricevono una quantità di banda al mese pari a dieci volte lo spazio di archiviazione del conto. | 1 anno di inattività                                                                      | Si | Si                       | | Inglese |
| Mega               | Mega Ltd.                                                          | 50 GB free, Fino a 4 TB a pagamento                                                                                          | spazio sul cloud disponibile                                                         | 10 GB free, Fino a 96 TB al mese a pagamento.                                                                                 | 3 mesi di inattività/mancata risposta per e-mail                                          | No | No                       | Microsoft Windows, OS X, Linux, iOS, Android, Windows Phone, BlackBerry 10, Kindle Fire, PlayStation 4, Xbox One         | 49 lingue |
| OneDrive           | Microsoft Corporation                                              | 5 GB free (dal 31 gennaio 2016, in precedenza 15 GB), 500 MB liberi per i rinvii fino a 5 GB, 200 GB a pagamento             | 10 GB                                                                                | Nessun limite | 1 anno di inattività account                                                              | No | Si                       | | 107 lingue |
| Pogoplug           |                                                                    | |                                                                                      | |                                                                                           | |                          | | |
| SpiderOak          | SpiderOak                                                          | 2 GB free, 100 GB a pagamento                                                                                                |                                                                                      | Nessun limite | Nessun limite                                                                             | Si | No                       | Linux Microsoft Windows macOS Android, iOS, N900 Maemo                                                                   | Inglese |
| SugarSync          | SugarSync, Inc.                                                    | 60 GB personale a pagamento, Illimitato GB professionista a pagamento                                                        | Nessun limite                                                                        | 10 GB/file/giorno free, 250 GB file/giorno a pagamento                                                                        | Nessuna scadenza per gli account a pagamento, 90 giorni di inattività per gli utenti free | Si | No                       | Microsoft Windows Mac iOS Android                                                                                        | Inglese |
| Tencent Weiyun     | Tencent                                                            | 2 TB (2048 GB gratis) | 1 GB regular upload, 32 GB Power Upload plug-in                                      | Nessun limite | 45 giorni di inattività dell'account                                                      | Si | No                       | | Cinese |
| TitanFile          | TitanFile Inc.                                                     | Nessuno spazio gratuito, illimitato a pagamento                                                                              | 100 MB free, 1 GB a pagamento, 4 GB professionale                                    | Nessun limite | Nessun limite, a meno che non impostato dall'utente                                       | Si | No                       | | |
| Tresorit           | Tresorit AG                                                        | 3 GB prova gratuita, 100-1000 GB piani a pagamento                                                                           | 2 GB                                                                                 | Nessun limite | Nessun limite                                                                             | Si | No                       | Windows, MacOS, Linux, Android, iOS, Windows Phone 8, BlackBerry OS (non in lista)                                       | inglese, tedesco, spagnolo, francese, ungherese |
| WeTransfer         |                                                                    | 2 GB WeTransfer Plus (a pagamento) supporta l'invio di file di 20 GB                                                         |                                                                                      | |                                                                                           | |                          | Microsoft Windows, Mac, iOS e Android                                                                                    | |
| Yandex Disk        | Yandex                                                             | fino a 20 GB di spazio libero (10 GB al momento della registrazione), illimitato a pagamento                                 | 2 GB upload via Web or WebDAV, 10 GB upload tramite l'applicazione                   | 200% della dimensione della memoria al giorno                                                                                 | Nessun limite                                                                             | Si | No                       | Microsoft Windows macOS Linux iOS Android Windows Phone Symbian                                                          | Russo, inglese, turco, ucraino |

## Servizi precedenti
- Megaupload
- RapidShare
- Ubuntu One
- Wuala